# KooKoo Kouvola
Le KooKoo Kouvola est un club de hockey sur glace de Kouvola en Finlande. Il évolue en Liiga, le premier échelon finlandais.

## Historique
Le club est créé en 1965.

## Palmarès
- Vainqueur de la I-divisioona : 1987 ;
- Vainqueur de la Mestis : 2014.